# Arsenio Lupin (film)
Arsenio Lupin (Arsène Lupin) è un film del 2004 diretto da Jean-Paul Salomé, basato sul personaggio del ladro gentiluomo Arsène Lupin, protagonista del romanzo La contessa di Cagliostro scritto da Maurice Leblanc nel 1924. In Italia è uscito il 23 novembre 2005 direttamente in home video. Il film termina con una situazione drammatica, lasciando lo spettatore in sospeso (situazione definita cliffhangher narrativo) che però non si risolve perché la pellicola, che ha avuto un esito economico fallimentare, non ha mai avuto un seguito.

## Trama
Figlio di un abile ladro e istruttore di Savate, Arsenio Lupin verrà iniziato all'arte marziale fin da bambino. Quando i gendarmi verranno ad arrestare il padre, questo rivelerà la verità al figlio riguardo alla sua vera attività e gli chiederà di rubare per lui la collana di Maria Antonietta attualmente custodita dallo zio, il duca de Dreux-Soubise, un lontano discendente della famiglia reale. Il duca, che li ospitava in virtù della parentela tra la madre di Arsenio e la moglie, li caccia dopo la fuga del padre. Sulla strada incontrano il cadavere di un uomo che viene riconosciuto da Arsenio come il genitore.
Ormai cresciuto, Arsenio è diventato un abile ladro con l'abitudine di sedurre le sue vittime e l'orgoglio di non aver mai ucciso nessuno, sebbene sia ricercato proprio per omicidio. Mentre va a trovare la madre ormai vecchia e malata, lei gli confida che l'assassino di suo padre era venuto a farle visita. Mentre sta per rivelargli l'identità dell'uomo, arrivano i gendarmi ad arrestarla per complicità nei crimini del figlio, ma l'emozione la uccide. La cugina Clarisse lo porta via dall'ospedale conducendolo a casa propria, sperando di farlo rimanere in incognito come istruttore di arti marziali di suo padre. Dopo aver passato la notte con Clarisse, Arsenio curiosa nello studio dello zio scoprendo alcuni strani documenti e origliando una conversazione tra lui e un altro uomo. Li segue scoprendo che lo zio fa parte di un complotto per ristabilire la monarchia in Francia. Durante la riunione gli uomini condannano a morte una donna, Joséphine, accusata di essere una strega che trent'anni prima aveva tentato di rubare una delle tre croci in possesso della congregazione. Le tre croci messe assieme infatti avrebbero portato al tesoro della famiglia reale, nascosto da Maria Antonietta prima della rivoluzione. Durante il processo solo un uomo si schiera dalla parte della donna, Beaumagnan, inutilmente però.
La condanna viene eseguita buttando la donna in mare, ma Arsenio riesce a salvarla e la porta al fienile dentro la proprietà dello zio. Al suo risveglio non la trova più e Clarisse, sapendo che ha passato la notte con un'altra, lo caccia.
Arsenio avendo scoperto l'esistenza di un immenso tesoro, non vuole perdere l'occasione e insegue lo zio partito per Parigi. Salito di nascosto sul treno su cui viaggiava, riesce a rubare la croce e a seminare i suoi inseguitori. La croce se esposta al calore mostra il nome della chiesa in cui trovare la successiva. Durante una processione in cui la seconda croce viene esposta, Arsenio riesce a rubarla. Inseguito da Beaumagnan e dallo zio viene tratto in salvo da Joséphine, ma perde il medaglione con il ritratto di Clarisse.
Siccome i loro interessi coincidono, Joséphine e Arsenio si alleano per trovare la terza croce e il tesoro di Maria Antonietta, diventando anche amanti.
Clarisse viene interrogata riguardo al medaglione che Arsenio aveva con sé. La ragazza racconta che l'uomo deve averlo rubato al sanatorio, ma Beaumagnan capisce che i due hanno avuto una relazione e la ricatta minacciando di dire tutto a suo padre se lei non gli svela la sua identità. Clarisse alla fine cede.
Arsenio una notte trova un messaggio che gli dice di andare a un vecchio faro per sapere chi ha ucciso suo padre. Lì trova Beaumagnan, che gli svela come sia stata Joséphine a uccidere suo padre anni prima per impossessarsi della collana di Maria Antonietta. Joséphine però interrompe la discussione dicendo che sono tutte menzogne. Beaumagnan tiene sotto tiro i due con una pistola e Léonard, il complice di Joséphine, si intromette e ne nasce una rissa che fa cadere Beaumagnan in mare subito dopo che ha sparato a Joséphine. Curata da Léonard, il gruppo si dirige poi a Parigi.
La terza croce si trova al museo del Louvre e ogni sera viene ritirata dal curatore per studiarla. Arsenio si intrufola nel museo fingendosi una delle prostitute che il curatore riceve ogni notte, ma lo trova già morto. È stato ucciso da Beaumagnan che ha predisposto tutto per far ricadere la colpa su di lui. Prima che arrivi la polizia lo porta a fare un giro del museo mostrandogli come il volto di Joséphine sia in quasi ogni ritratto della storia francese. Lei infatti non è altro che la nipote del mago Cagliostro di cui ha imparato i segreti, riuscendo a rimanere sempre giovane nel tempo. Secondo Beaumagnan lei non sta facendo altro che manipolarlo per i suoi scopi e gli chiede di rifletterci bene quella notte e di venire a cercarlo a casa sua con le altre due croci.
Arsenio torna alla barca di Joséphine molto confuso e la donna comincia a sospettare che lui le stia nascondendo qualcosa. Drogatolo, lo fa rinchiudere da Leonard nella sala macchine della barca, ma il complice della donna si sente male, quindi è costretto a liberare Arsenio per farsi dare la medicina. Prima di dargliela lui lo costringe a rivelargli dove Joséphine ha nascosto le due croci.
La polizia intanto ricerca Arsenio per l'omicidio del curatore. La notizia giunge anche a Clarisse e suo padre appena arrivati a Parigi. Lei si sente male e mentre viene visitata si scopre che è rimasta incinta.
Arsenio irrompe nella banca in cui Joséphine ha nascosto le croci e nella cassetta di sicurezza trova anche la collana di Maria Antonietta che lui aveva rubato per il padre da bambino.
Ottenute le croci si reca da Beaumagnan, che però è stato appena adescato da una prostituta.
Mentre sale nell'appartamento senza essere visto, assiste all'ipnosi di Beaumagnan da parte della donna, che si rivela essere Joséphine. Secondo i suoi ordini lui dovrà rubare la croce appena sentita una parola chiave alla festa che verrà data a casa del duca de Dreux-Soubise.
Arsenio quindi prende l'identità di un principe Russo e finge un'aggressione a spese di Clarisse per entrare nelle sue simpatie, rimediando un invito alla festa.
Arrivato al palazzo dice subito a Beaumagnan la parola chiave. L'ipnosi fa effetto e l'uomo si reca dov'è custodita la croce attendendo poi pazientemente ordini, mentre Arsenio balla con Clarisse fingendosi un perfetto pretendente. Quando anche Joséphine arriva, fa apparire per qualche istante la collana al collo di Clarisse attirando l'attenzione sua e dello zio, poi si apparta con la ragazza sulla scale facendo sparire la collana senza che lei si accorga di niente. Inseguita dal padre, Clarisse non capisce di quale collana lui parli e Arsenio si dilegua raggiungendo Beaumagnan. Ancora sotto l'effetto dell'ipnosi gli rivela che suo padre non è mai stato ucciso, ma anzi fu lui a uccidere il complice e a mettergli al dito l'anello per far sparire le sue tracce, per poi sottoporsi ad un intervento di chirurgia facciale diventando...  Beaumagnan! Fu proprio lui a dare la collana a Joséphine, dato che all'epoca ne era innamorato. Appena capito che suo padre è un assassino, Arsenio sul momento rifiuta di accettarlo e se ne va portandosi via la croce. Incontra Joséphine che lo sfigura e cerca di avere la meglio su lui, ma senza successo. Intanto Clarisse viene raggiunta da Bonnetot che ha ottenuto da suo padre il permesso di sposarla per metterla al riparo dallo scandalo, e l'aggredisce. Arsenio la raggiunge e la salva, rivelando la sua vera identità e dicendole di raggiungerlo al suo rifugio. L'allarme ormai è stato dato, Arsenio riesce a fuggire ma non Joséphine, che viene catturata.
Il giorno dopo Clarisse viene mandata da Arsenio dicendo che se non consegna le tre croci Joséphine verrà uccisa. Lei però lo implora di portarla via perché è incinta di suo figlio. Arsenio rifiuta perché non vuole che suo figlio abbia un ladro come padre e un assassino come nonno. Dopo che Clarisse se ne va arrabbiata, Arsenio torna a meditare sulle croci e scopre che possono essere combinate per formare l'Orsa Maggiore.
Il giorno dopo porta le croci all'appuntamento ma rimane vittima dell'attentato dinamitardo ordito da Joséphine e Leonard. Salvato dagli stessi, se ne vanno lasciando Beaumagnan ferito e tutti i clienti del bar morti, tra cui il duca e Bonnetot.
Presosi cura di lui sulla sua barca, Joséphine cerca di drogarlo e ipnotizzarlo, Arsenio però conosce il trucco e finge solo di essere in suo potere. Intanto scopre che Clarisse è prigioniera sulla barca: Joséphine è gelosa di lei e del figlio che porta in grembo perché non può procreare.
La notte Arsenio accompagna docile Joséphine al presunto luogo del tesoro e viene raggiunta da Beaumagnan. Mentre entrambi sono convinti che lui sia senza volontà, fa cadere una grata che li rinchiude. Viene rapidamente raggiunto dai suoi complici che hanno dato l'allarme alla polizia e consegnato le prove dei loro crimini alle autorità. I due vengono arrestati mentre Arsenio si reca velocemente alla barca perché Joséphine vi ha nascosto una bomba. Raggiuntola in tempo, riesce a fuggire con Clarisse mentre Leonard si sacrifica per farli fuggire. Intanto Beaumagnan viene liberato in quanto parte dei servizi segreti francesi e Joséphine incarcerata.
Poco dopo all'obitorio dov'è ospitato il cadavere del duca, Arsenio scopre che l'uomo aveva un occhio di vetro con nascosta la pagina di un libro, che gli permette di decifrare l'enigma e trovare il tesoro. Questo è nascosto nella scogliera davanti al luogo dove anni prima Beaumagnan aveva finto la sua morte. Raggiunta la grotta e apertala con una delle croci, Arsenio viene raggiunto dal padre che tenta di ucciderlo, ma durante la lotta sul ciglio della scogliera l'uomo cade e muore. Joséphine riesce a evadere dal carcere.
Diversi mesi dopo Arsenio vive con Clarisse e porta a segno un colpo dopo l'altro assieme alla sua banda. Dopo una nottata di lavoro torna a casa e trova la servitù e Clarisse uccisa. È stata Joséphine che ha ordito l'attentato per rapire suo figlio, anche se, quando ha l'occasione di uccidere anche Arsenio, esita e se ne va. Distrutto dalla perdita Arsenio si crea una nuova identità e ricomincia con la vita spericolata da ladro, ma in solitaria.
Diversi anni dopo, nel 1913, mentre è in compagnia di una giovane donna incontrano una delegazione venuta ad accogliere Francesco Giuseppe I. Da lontano Arsenio però scorge Joséphine in compagnia di un ragazzo che sembra suo figlio. Lui ha in mano una valigetta e la sta portando vicino alla delegazione. Arsenio lo raggiunge e gliela sottrae. Il ragazzo sul momento resiste, poi si volta e se ne va, permettendo ad Arsenio di lanciare la valigetta in aria e sventare l'attentato dinamitardo. Joséphine accorre preoccupata, ma capisce che Arsenio è vivo, mentre lui si dilegua tra la folla.